# Plethodon wehrlei
Plethodon wehrlei är en groddjursart som beskrevs av Fowler och Dunn 1917. Plethodon wehrlei ingår i släktet Plethodon och familjen lunglösa salamandrar. IUCN kategoriserar arten globalt som livskraftig. Inga underarter finns listade i Catalogue of Life.